# Steve Smith (atleta)
James Stephenson "Steve" Smith (Liverpool, Merseyside, 29 de março de 1973) é um antigo atleta britânico, especialista de salto em altura. Os seus recordes pessoais são de 2,38 m em pista coberta e 2,37 m ao ar livre.

## Carreira
Steve Smith era já um atleta notável enquanto júnior, antes de abraçar uma carreira de sucesso como sénior. No dia 9 de agosto de 1991, em Salónica, Grécia, ganhou a medalha de ouro nos Campeonatos Europeus de Juniores, com um recorde pessoal de 2,29 m. Esta marca seria melhorada para 2,31 m quando, a 28 de junho de 1992, ganhou o primeiro dos seus quatro títulos nacionais nos Campeonatos da AAA (Federação Inglesa de Atletismo). Nesse mesmo ano competiu nas suas primeiras olimpíadas, em Barcelona, onde terminou em 12º lugar na final.
Porém, o desempenho mais impressionante de Smith em 1992 foi nos Campeonatos Mundiais de Juniores, em Seul, no dia 20 de setembro. Perto do final da competição, o atleta inglês havia falhado duas tentativas a 2,31 m, mas quando o australiano Tim Forsyth passou esta altura ao segundo ensaio, Smith decidiu fazer a sua última tentativa a 2,33 m, o que lhe daria um novo recorde pessoal. Não apenas passou 2,33 m, como também transpôs 2,35 m e finalmente 2,37 m, para ganhar facilmente a medalha de ouro. Esta marca estabeleceu um recorde da Commonwealth e igualou o recorde mundial júnior que era já pertencente a Javier Sotomayor. Contudo, Smith não mais a conseguiria bater em toda a sua carreira de sénior, apenas a igualando, em 1993, quando obteve a medalha de bronze nos Campeonatos Mundiais de Estugarda.